# کلارک گیبل
کلارک گِیبِل (به انگلیسی: Clark Gable) (۱ فوریهٔ ۱۹۰۱ – ۱۶ نوامبر ۱۹۶۰) بازیگر آمریکایی بود. او با بازی در نقش رت باتلر در فیلم بربادرفته به شهرت رسید. او با لقب سلطان هالیوود یا به اختصار سلطان نیز شناخته می‌شد. کلارک گیبل، یکی از پولسازترین بازیگران تاریخ سینما به شمار می‌آید و توانست یک بار جایزه اسکار را از آن خود کند.

## زندگی
ویلیام کلارک گیبل در ۱ فوریهٔ ۱۹۰۱، در کادیز، اوهایو متولد شد. پدر او، ویلیام هنری گیبل، یک کارگر حفار چاه نفت و مادرش، آدلین هرشلمن، یک مهاجر آلمانی بود.پدرش پروتستان و مادرش کاتولیک بود. گیبل بخاطر پدرش ویلیام نام داشت اما همیشه او را کلارک صدا می‌کردند. مادرش هنگامی که او ۶ ماهه بود، وی را در کلیسای کاتولیک رم در شهر دنیسون غسل تعمید داد و هنگامی که کلارک تنها ۱۰ ماهه بود، در پی رشد شدید تومور مغزی‌اش، درگذشت. پس از مرگ مادرش، پدرش از تربیت او در مذهب کاتولیک خودداری کرد، که باعث ناراحتی و انتقاد خانواده زنش شد. همچنین بر سر نحوه تربیت کلارک خردسال بین خانواده‌های پدر و مادرش، اختلاف نظر شدیدی به وجود آمد.پدرش زمانی که کلارک ۲ سال داشت، در آوریل ۱۹۰۳ دوباره ازدواج کرد. نامادری او پیانو می‌زد و کلارک نیز با وی در خانه پیانو تمرین می‌کرد.
او عاشق تعمیر ماشین به همراه پدرش بود، پدرش اصرار داشت که کلارک کار هایی مانند شکار کردن انجام دهد.کلارک گیبل همچنین عاشق ادبیات بود.
هنگامی که کلارک پا به دوره نوجوانی گذاشت درست زمانی که ۱۶ سالش بود،زندگی خانوادگی‌اش در پی ورشکستگی پدر دچار تلاطم و سختی‌های بسیار شد.پدرش در سال ۱۹۱۷ با مشکلات مالی بسیار  روبرو شد و تصمیم گرفت شانس خود را در کشاورزی بسنجد و همراه با خانواده به شهر پالمیرا، در نزدیکی آکرون اوهایو کوچ کند، در پی آن، کلارک ترک تحصیل کرد پدرش اصرار داشت کلارک در مزرعه کشاورزی کند اما او آنجا را ترک کرد و به آکرون رفت و در کارخانه لاستیک‌سازی مشغول به کار شد. در این سال‌ها بود که کلارک نوجوان پس از دیدن نمایش "مرغ بهشت"، به بازیگری علاقه‌مند شد.در سال ۱۹۲۰ کلارک مادرخوانده مهربان خود را نیز از دست داد  و پس از مرگ مادرخوانده اش به همراه پدرش به شهر تولسا،اوکلاهما رفت و با پدرش به تجارت نفت مشغول بود.پس از  کار کردن در میدان‌های نفتی، فروش چادر های مسافرتی‌،کار در کارخانه چوب و مشاغل عجیب و غریب سپس او به پورتلند،اورگان رفت ودر فروشگاهی بزرگ به عنوان فوشنده کروات کار می‌کرد.در آنجا او با یک بازیگر تئاتر به نام ارل لاریمور آشنا شد که گیبل را تشویق به بازیگری می‌کرد لاریمور او را به یکی از اعضای تئاتر به نام خانم فرانس دورفلر معرفی کرد و آن ها شروع به ملاقات یکدیگر کردند و از کلارک گیبل برای بازی در تئاتر تست گرفتند گیبل آموزش تئاتر ندیده بود اما گروه تئاتر تصمیم گرفتند پس از غیبت ارل لاریمور از او استفاده کنند و سرانجام به سوی گروه‌های تئاتری کشیده شد.گیبل با گروه تئاتر به شهر آستوریا،اورگان رفتند و در آنجا مشغول به اجرای تئاتر شدند و پس از آن به پورتلند بازگشت.مربی بازیگری کلارک گیبل در تئاتر ژوزفین دیلون یک کارگردان تئاتر بود، ژوزفین دیلون به کلارک گیبل پول داد تا دندان هایش را درست کند،دیلون پس از یک دورهٔ آموزش طولانی که گیبل را آماده ورود به سینما دانست. کلارک گیبل و ژوزفین دیلون در سال ۱۹۲۴ به هالیوود سفر کردند و با یکدیگر ازدواج کردند،همسر کلارک گیبل ۱۷ سال از خودش بزرگ تر بود . اولین فیلم‌های کلارک گیبل صامت بودند و همچنین هیچ نقش اصلی به وی نرسید.در سال ۱۹۳۰ از ژوزفین دیلون طلاق گرفت. در سال ۱۹۳۱ با ماریا لانگام ازدواج کرد. در ابتدا مدیران استودیوهای هالیوود نظر مثبتی دربارهٔ این بازیگر سبزه رو و گستاخ نداشتند. غافل از آن که همین ویژگی‌ها به علاوه صدای بم و چهره مردانه کلارک گیبل به شدت مورد اقبال تماشاگران قرار گرفت. مترو گلدوین مایر استودیوی معتبر هالیوود که کلارک را در استخدام داشت، به تدریج و ناباورانه متوجه اثرگذاری وی بر تماشاگران سینما شد. اگرچه مدیران استودیو، باز هم خطر میدان دادن به این جوان گستاخ ولی دوست داشتنی را نپذیرفتند. سال ۱۹۳۱، گیبل برای آزمودن بخت خویش، روانه استودیوی برادران وارنر شد. دارلی اف. زانوک مدیر اجرایی استودیو، پس از تست اولیه کلارک، در حاشیه فرم استخدامی وی نوشت: «گوش‌های او بیش از حد بزرگ است و در واقع به یک میمون تنومند شباهت دارد!»
به این ترتیب برادران وارنر یکی از ارزشمندترین جواهرات هالیوود را از دست داد، زیرا گیبل نزد مترو گلدوین مایر و مدیر جدید و آینده نگر آن ایرونیگ بازگشت. در حالی‌که تنها ظرف ۲ سال، کلارک گیبل به یکی از درخشان‌ترین چهره‌های هالیوود تبدیلل شد.
این در حالی بود که بداخلاقی و ناسازگاری وی با تهیه‌کنندگان، به سوژه نشریات تبدیل شد و علاوه‌بر آن، محبوبیت او را نیز افزایش داد. در سال‌های دهه ۱۹۳۰ حضور کلارک گیبل در هر فیلمی، به معنای هجوم تماشاگران مشتاق به سالن‌های سینما بود و رسانه‌های گروهی و تماشاگران به او لقب «سلطان هالیوود» را دادند لقبی که پس از آن کسی یارای تصاحب این عنوان را نیافت.
سال ۱۹۳۴، کلارک گیبل با نقش آفرینی به‌یادماندنی خود در فیلم در یک شب اتفاق افتاد، علاوه بر کسب جایزه اسکار بهترین بازیگر نقش اول مرد، قامت بازیگری اسطوره‌ای را یافت. براساس گزارش‌های مطبوعاتی و نظرسنجی‌های آن سال‌ها، نقش آفرینی وی در این فیلم تأثیر چشمگیری بر نحوه لباس پوشیدن، رفتارهای اجتماعی و سبک زندگی مردان در آن سال‌ها و حتی دهه‌های بعد گذاشت و شکل خاص سبیل او تا چند دهه بین مردان رایج شد. گیبل برای جاودانه شدن نیاز به برداشتن یک گام دیگر و شاید مهم‌ترین گام زندگی اش داشت. این گام، سال ۱۹۳۹ برای او فراهم شد، زمانی که دیوید او سلزنیک بی پروا تصمیم گرفت تا شاهکار عظیم مارگارت میچل را به تصویر بکشد. به این ترتیب تولید بر باد رفته، یکی از با شکوه‌ترین فیلم تاریخ سینما آغاز شد.
براساس نتایج نظرسنجی‌ها، کلارک گیبل بهترین فرد برای ایفای نقش رت باتلر گستاخ و جذاب بود. مارگارت میچل خالق برباد رفته نیز گیبل را خود رت باتلر می‌دانست اما مترو گلدوین مایر با آگاهی از حساسیت عمومی در این باره، شرایط سختی را برای قرض دادن ستاره خود به سلزنیک مطرح کرد. از این رو سلزنیک بر آن شد تا از گری کوپر برای ایفای نقش رت باتلر بهره بگیرد.

سلزنیک بعدها در این باره گفت: 
هم گیبل و هم کوپر از چهره‌های شاخص زمان خود بودند. کلارک بسیار خوش لباس بود و هیبتی مردانه داشت و گری نماد یک آمریکایی واقعی بود.
گری کوپر این پیشنهاد را رد کرد و در نهایت سلزنیک مجبور شد تا در مقابل ۵/۱ میلیون دلار و ۱۵ درصد از درآمد خالص فیلم کلارک گیبل را از متروگلدوین مایر قرض بگیرد، و در عوض، لویی بی. میر، پدرخواندهٔ سلزنیک و رئیس کمپانی مترو گلدوین مایر، نیمی از هزینهٔ ساخت فیلم را بر عهده گرفت. چنین توافقی برسر یک بازیگر در کل تاریخ سینما بی‌سابقه‌است. گیبل توانست با پولی که برای بازی در بربادرفته گرفته بود از همسر دوم خود جدا شود و با کارول لومبارد ازدواج کند.
کلارک گیبل و کارول لمبارد پیش از این در یک فیلم همبازی شده بودند اما رابطهٔ احساسی میانشان شکل نگرفته بود و سال‌ها بعد در یک مهمانی آتش عشقشان شعله کشید و ازدواج شان آنها را تبدیل به یکی از جذابترین زوج‌های هالیوود کرد.

از قول گری کوپر دربارهٔ دلیل رد کردن پیشنهاد سلزنیک چنین نقل شده‌است: 
برباد رفته بزرگ‌ترین شکست تاریخ هالیوود خواهد بود. خوشحالم از این که به جای من، دماغ کلارک گیبل به خاک مالیده خواهد شد.
فیلم «برباد رفته» با تمام مشکلات و موانع پیش روی خود ساخته شد و برخلاف پیش‌بینی گری کوپر، نه تنها بزرگ‌ترین شکست تاریخ هالیوود نبود، بلکه به پرفروش‌ترین و محبوب‌ترین فیلم تاریخ سینما تبدیل شد. با این وصف نه تنها بینی کلارک گیبل، آن طور که گری کوپر انتظار داشت، به خاک مالیده نشد، بلکه شگفتی عظیمی آفرید.
گیبل دهه ۱۹۵۰ در مصاحبه‌ای گفت:
هر گاه تصور می‌شود دوره افول من فرارسیده‌است، پخش مجدد فیلم برباد رفته مرا به لحاظ حرفه‌ای دوباره زنده می‌کند.

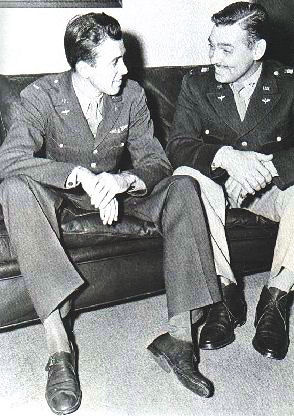
کلارک گیبل در کنار جیمز استوارت

سال ۱۹۴۱، بزرگ‌ترین تراژدی زندگی گیبل رخ داد. در این سال همسرش کارول در پی سقوط هواپیما جان باخت. این موضوع گیبل را در درد و غم غرق کرد و زمانی که پس از یک ماه برای تکمیل فیلمبرداری پشت دوربین قرار گرفت، همه دردی که هنوز بر آن فائق نیامده بود را به وضوح می‌دیدند.
گیبل بلافاصله پس از اتمام فیلمبرداری، به نیروی هوایی ارتش آمریکا پیوست. وی به مأموریت‌های متعددی برفراز اروپا، میدان اصلی جنگ جهانی دوم، و حتی بر فراز خاک آلمان اعزام شد. آدولف هیتلر پیشوای رایش سوم، کلارک گیبل را بزرگ‌ترین بازیگر سینما می‌دانست و برای کسی که سرگرد کلارک گیبل را دستگیر کند و سالم تحویل ارتش آلمان دهد، پاداش بسیار چشمگیری تعیین کرده بود. پس از جنگ جهانی دوم، گیبل به هالیوود بازگشت. اما فیلم‌های پس از جنگش، جایگاهی آنچنان که پیش از جنگ داشتند، نداشتند. وی طی این سال‌ها برای چهارمین و پنجمین بار نیز ازدواج کرد.

## درگذشت
شانزدهم نوامبر سال ۱۹۶۰، کلارک گیبل، در پی چهارمین حمله قلبی خود در لس آنجلس درگذشت.
گفته می‌شود نقش‌های سنگین و پرتحرک او در فیلم‌های آخرش، وی را از پا درآورد. گیبل در سال‌های پایانی زندگی اش بسیار چاق شده بود. هنگام ساخت فیلم بر باد رفته، گیبل ۸۶ کیلوگرم وزن داشت و با توجه به قد ۱۸۵ سانتی‌متری خود از اندام بسیار متناسبی برخوردار بود. حال آن که در سال‌های پایانی وزن او به ۱۰۴ کیلوگرم رسیده بود. وی برای حضور در آخرین فیلمش، ناجورها، ۱۶ کیلوگرم از وزن بدنش را کم کرد. استفاده زیاد از قرص‌های لاغری و استعمال شدید دخانیات و اینکه گیبل به مدت ۳۰ سال به‌طور متوسط روزانه ۳ پاکت سیگار می‌کشید، «سلطان هالیوود» را تسلیم مرگ کرد. چهار ماه پس از مرگ وی، تنها پسرش جان کلارک گیبل متولد شد.
پس از اعلام خبر فوت گیبل، نیویورک تایمز نوشت: 
سلطان هالیوود مرد. او همتایی نداشت و نخواهد داشت. لقب سلطان هالیوود نیز همراه او دفن شد…
لس آنجلس تایمز نیز نوشت:
کلارک گیبل از خصوصیات انسانی نادری برخوردار بود. مردانگی و در عین حال شوخ‌طبعی، خوش طینت و برخوردار از درک و فهم بالا، و آسان‌گیری و در عین حال تکلف و ملاحظه کاری. علاوه بر این‌ها کلارک گیبل به لحاظ حرفه‌ای فردی بااصالت و به لحاظ شخصیتی یک رنگ و صادق بود، خصوصیاتی که در عرصه سینما کمتر مشاهده می‌شود.

## جوایز و افتخارات
- جایزه اسکار بهترین بازیگر نقش اول مرد برای فیلم در یک شب اتفاق افتاد
- ۱۰۰ سال... ۱۰۰ ستاره به انتخاب بفا

## فیلم‌شناسی

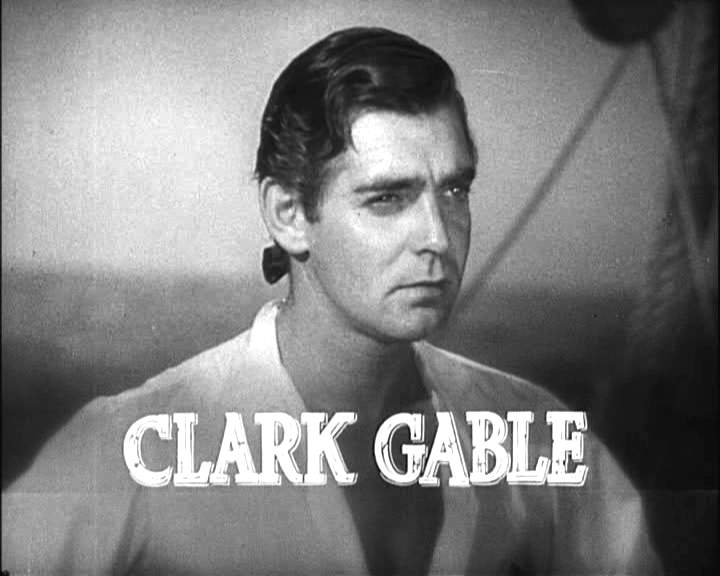
در نقش فلچر کریسشن در فیلم شورش در بونتی

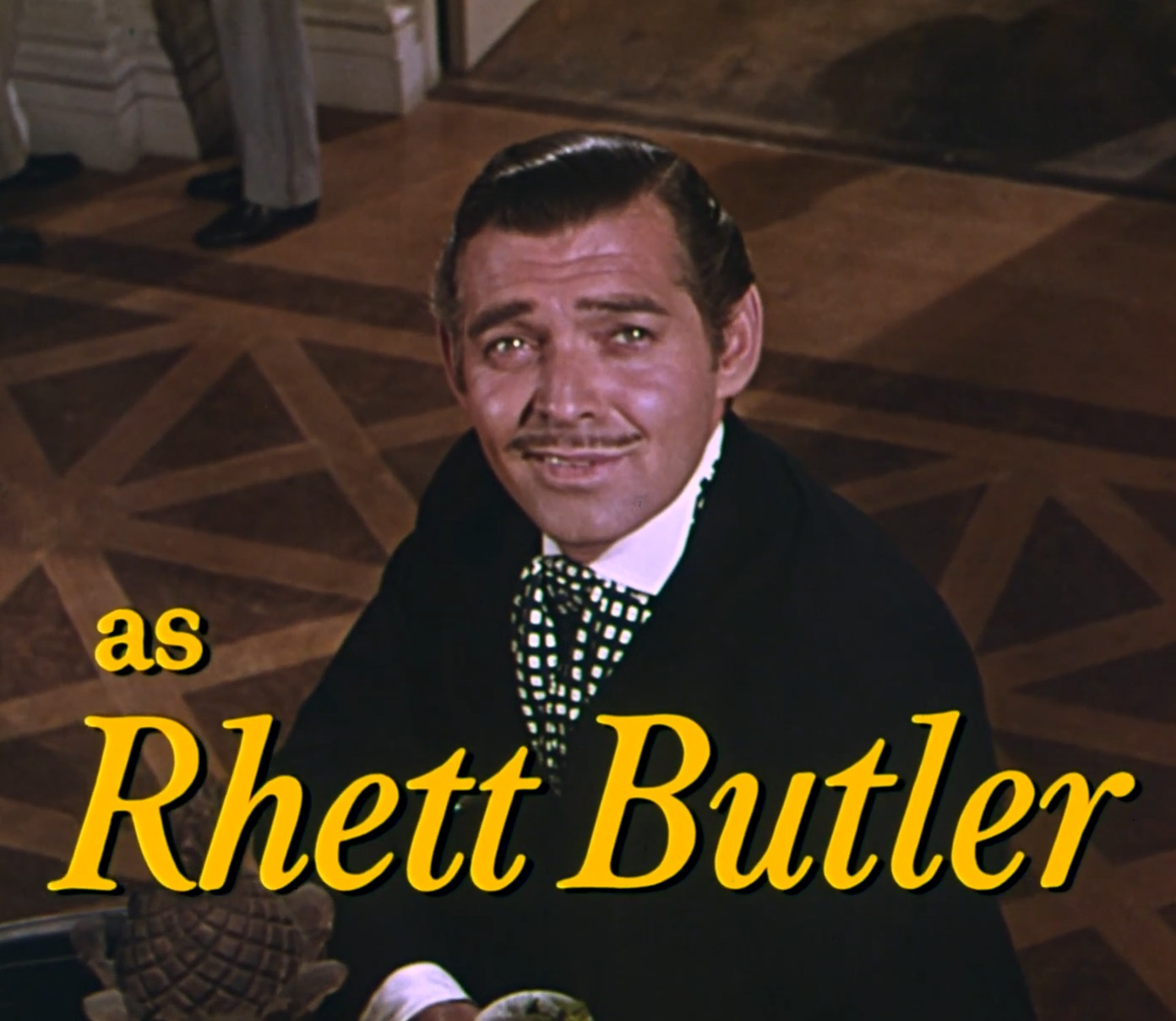
گیبل در بربادرفته (فیلم ۱۹۳۹)

- بهشت ممنوعه (۱۹۲۴)
- بن هور (۱۹۲۵)
- سیل جانزتاون (۱۹۲۶)
- روح آزاد (۱۹۳۱)
- سرمقاله (۱۹۳۱)
- پرواز شبانه (۱۹۳۳)
- پالی هنرمند سیرک (۱۹۳۲)
- پزشکان (۱۹۳۴)
- ملودرام منهتن (۱۹۳۴)
- در یک شب اتفاق افتاد (۱۹۳۴)
- شورش در بونتی (۱۹۳۵)
- پس از ساعت اداری (۱۹۳۵)
- آوای وحش (۱۹۳۵)
- سان فرانسیسکو (۱۹۳۶)
- پرواز آزمایشی (۱۹۳۸)
- بر باد رفته (۱۹۳۹)
- رفیق ایکس (۱۹۴۰)
- ماجرا (۱۹۴۵)
- هرگز رهایم مکن (۱۹۵۳)
- موگامبو (۱۹۵۳)
- نورچشمی معلم (۱۹۵۸)
- دستهٔ فرشتگان (۱۹۵۷)
- در ناپل شروع شد (۱۹۶۰)
- ناجورها (۱۹۶۱)